# Marcin Tarnowski (piłkarz)
Marcin Tarnowski (ur. 6 lutego 1985 w Mogilnie) – polski piłkarz grający na pozycji pomocnika.

## Kariera klubowa
Tarnowski jest wychowankiem Unii Janikowo, z której w 2002 roku trafił do Amiki Wronki, gdzie spędził pięć lat. W 2007 roku podpisał kontrakt z Jagiellonią Białystok, po wcześniejszym odbyciu testów w tym klubie. Zagrał tam w dwóch meczach ligowych po czy został wypożyczony do Unii Janikowo. W 2009 roku podpisał kontrakt z Zawiszą Bydgoszcz. Od 2017 roku zawodnik Dębu Barcin.

## Kariera reprezentacyjna
Tarnowski był wielokrotnie powoływany do juniorskich reprezentacji Polski. Reprezentował Polskę na Mistrzostwach Europy U-17 2002 w Danii oraz na Mistrzostwach Europy U-19 2004 w Szwajcarii, gdzie zagrał we wszystkich trzech meczach jakie rozegrała Polska na tym turnieju.